# 吉備真備駅
吉備真備駅（きびのまきびえき）は、岡山県倉敷市真備町箭田別府後にある、井原鉄道井原線の駅。
駅名は、奈良時代の政治家で、遣唐使に任命された吉備真備の故郷であることに由来する。なお、人名と駅名は「まきび」だが、町名は「まび」である。

## 歴史
- 1999年（平成11年）1月11日：井原線開業と同時に設置。
- 2018年（平成30年）7月：平成30年7月豪雨により駅構内が冠水。

## 駅構造
相対式ホーム2面2線で列車交換が可能な高架駅。直接ホームに上がる形の無人駅である。駅北側の文具店太田文具にて乗車券を発売する（休日・年始を除く）。駅名標下部に吉備真備のイラストが描かれている。高架下には待合所が設けられている。

### のりば
| ホーム | 路線    | 方向 | 行先           |
| ------ | ------- | ---- | -------------- |
| 1      | ■井原線 | 下り | 井原・神辺方面 |
| 2      | ■井原線 | 上り | 清音・総社方面 |

- 通常の営業列車では使用されないが、2番のりばは神辺方面への折り返しにも対応する。

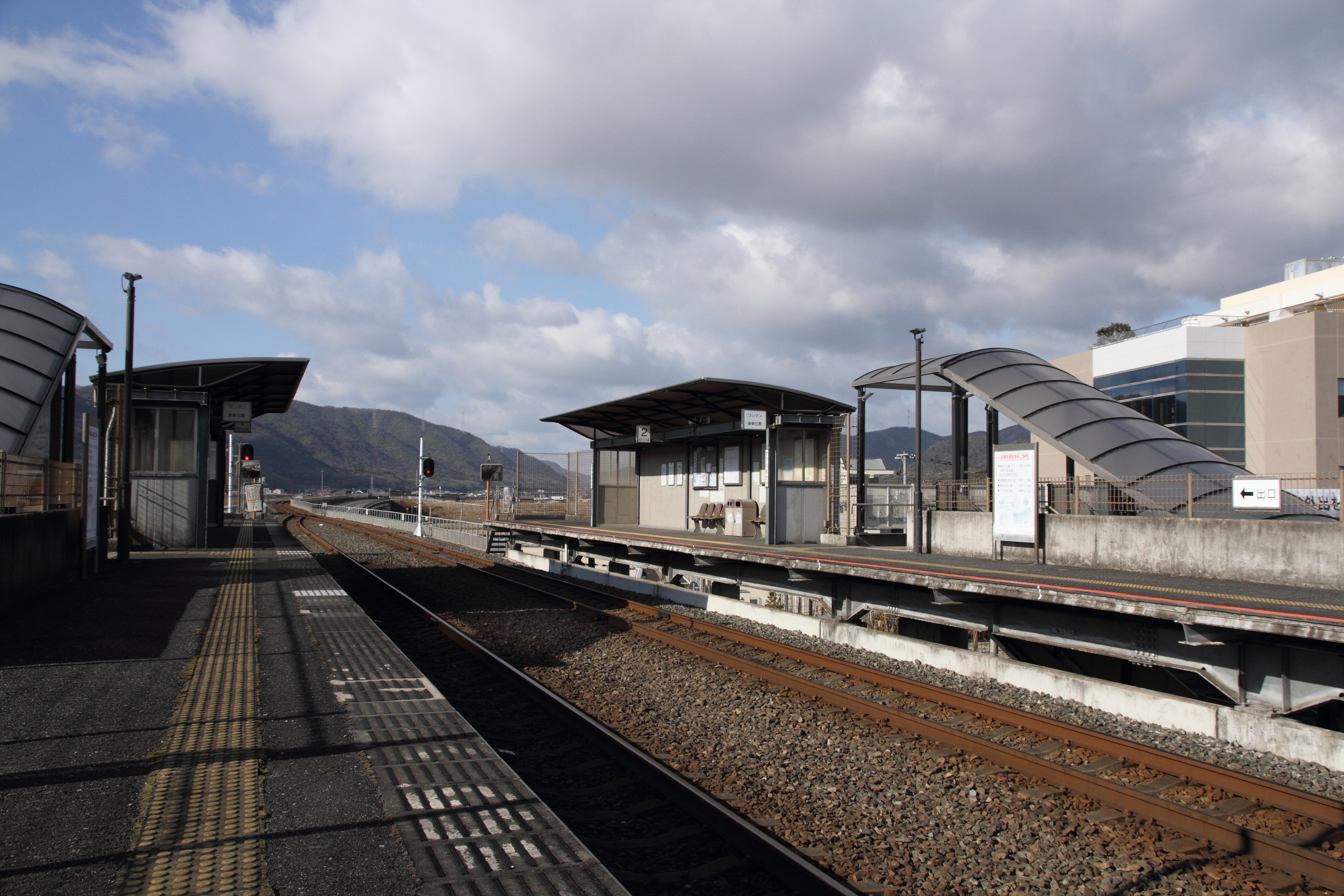
構内（2022年2月）
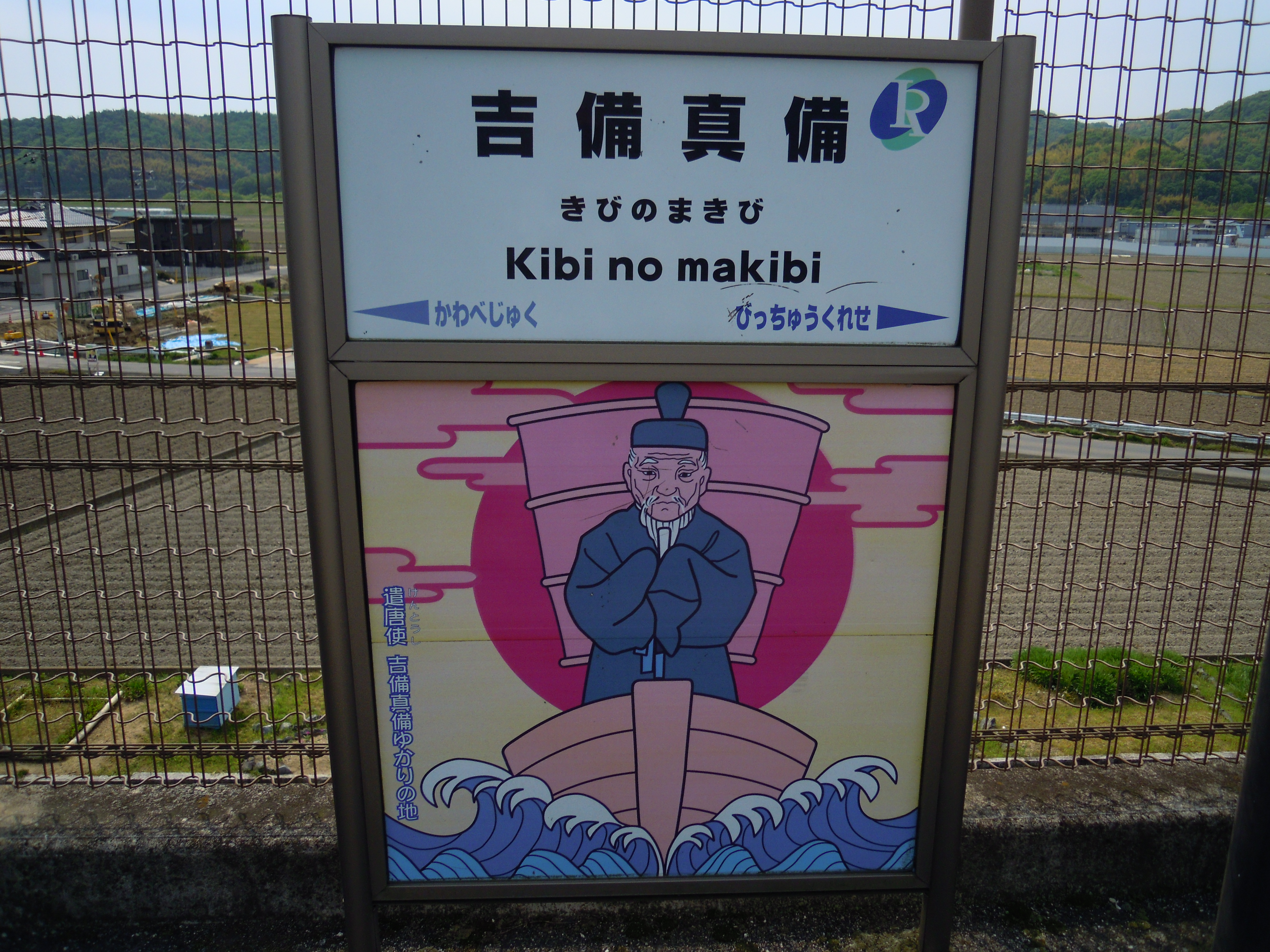
駅名標（2013年5月）

## 利用状況
| 1日乗降人員推移 | 1日乗降人員推移 |
| 年度            | 1日平均人数     |
| --------------- | --------------- |
| 2018年          | 514             |

## 駅周辺

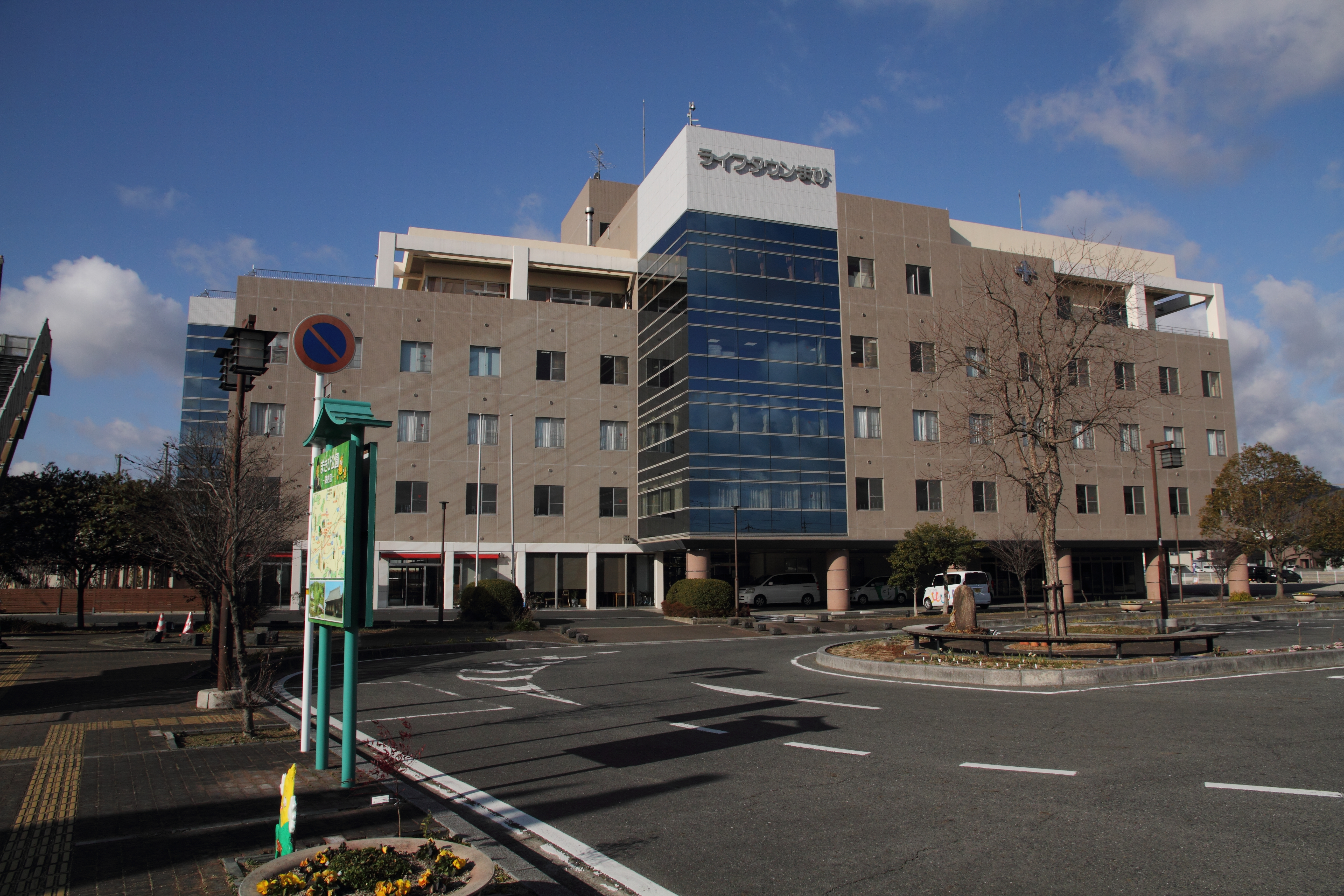
ライフタウンまび

- 倉敷市役所真備支所（旧・真備町役場）
- 吉備信用金庫 真備支店
- 岡山県立倉敷まきび支援学校
- 倉敷市立真備陵南高等学校（定時制）
- 倉敷市立真備中学校
- 倉敷市立箭田小学校
- 箭田郵便局
- 国道486号
- まび記念病院
- ライフタウンまび
- 真備プラザ（マツサカ）

## その他
- パークアンドライド用に、駅前に30台分の駐車場がある。

## 隣の駅
井原鉄道
■井原線
川辺宿駅 - 吉備真備駅 - 備中呉妹駅